# Carl Zeiss
Carl Zeiss (n. 11 septembrie 1816, Weimar, Saxa-Weimar-Eisenach – d. 3 decembrie 1888, Jena, Imperiul German) a fost un inginer mecanic și un întreprinzător german. El a întemeiat în noiembrie 1846 Firma Carl Zeiss. Zeiss a adunat un grup de opticieni și producători de sticlă, specialiști și teoreticieni talentați, pentru a remodela majoritatea aspectelor legate de producția de instrumente optice. Colaborarea cu Ernst Karl Abbe a revoluționat teoria optică și designul microscoapelor. Încercarea lor de a extinde progresele a ajuns la fabricarea sticlei optice în întreprinderile lui Otto Schott. Firma Carl Zeiss a crescut și a devenit una dintre cele mai mari și mai respectate companii de optică din lume.

## Date biografice

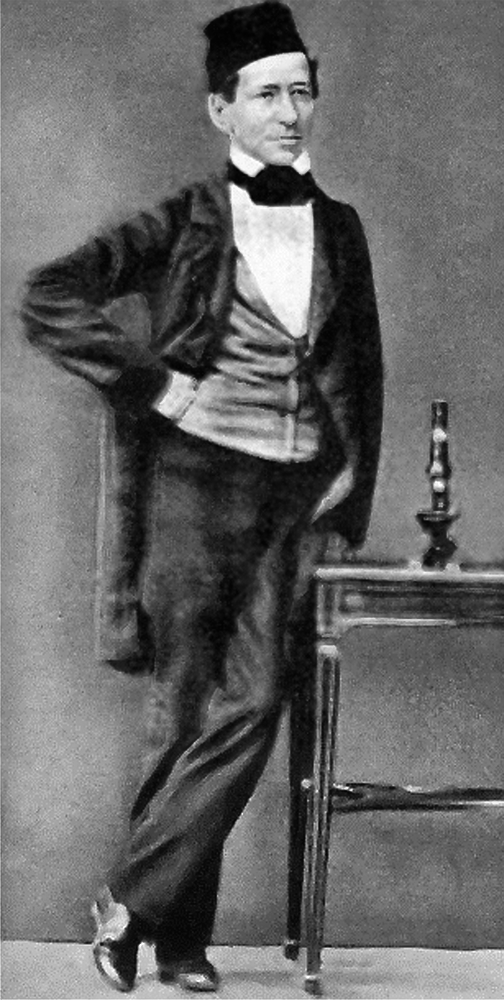
Carl Zeiss

Carl Zeiss a fost al cincilea născut într-o familie cu 12 copii, din care au rămas numai 6 în viață. Mama sa, Johanna Antoinette Friederike (1786–1856), a fost fiica cea mai mică a avocatului Johann Heinrich Schmith din Buttstädt. Printre strămoșii lui Carl Zeiss se numără o serie de juriști și teologi, sau personalități precum Christiane Vulpius, soția lui Goethe, medicul Christoph Wilhelm Hufeland și poetul Jean Paul. Tatăl lui Carl Zeiss a fost Johann Gottfried August Zeiss (1785–1849) din Rastenberg, care avea un atelier unde producea obiecte de artă. Cei doi frați mai mari ai săi au urmat cursurile unui gimnaziu și ulterior au studiat filologie și istorie, pe când Carl, care a suferit de pe urma hernii, a terminat gimnaziul și a studiat științele naturale. Deja în perioada studiului era interesat de tehnică, matematică și mecanică. El întrerupe studiul și termină în 1834 Mecanica la Universitatea din Jena. Zeiss a fost timp de 4 ani ucenic la dr. Friedrich Körner (1778–1847), care producea în atelierul său ustensile pentru Goethe. În perioada acea au apărut mașinile și locomotivele cu abur. Între anii 1838 - 1845 a făcut călătorii de studiu audiind cursuri la politehnică, și a lucrat în diferite ateliere și fabrici din Stuttgart, Darmstadt, Viena și Berlin. În același timp el era interesat de optică. Printre meritele sale se numără producerea de lentile de calitate superioară și îmbunătățiri tehnice a microscopului.

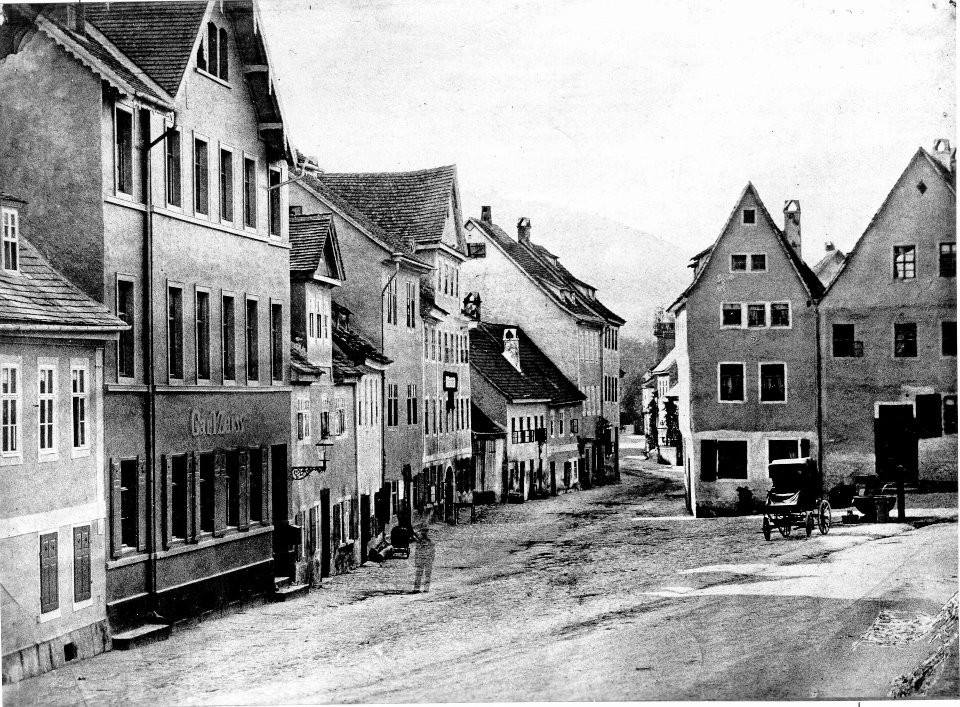
Primul atelier de lucru al lui Carl Zeiss în centrul orașului Jena, 1847

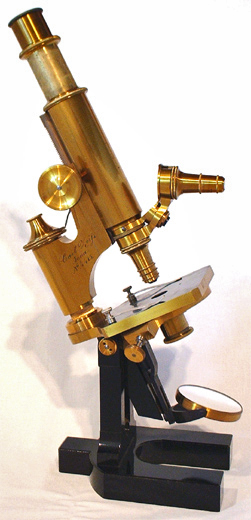
Microscop, Carl Zeiss (1879)